# Mangeliidae

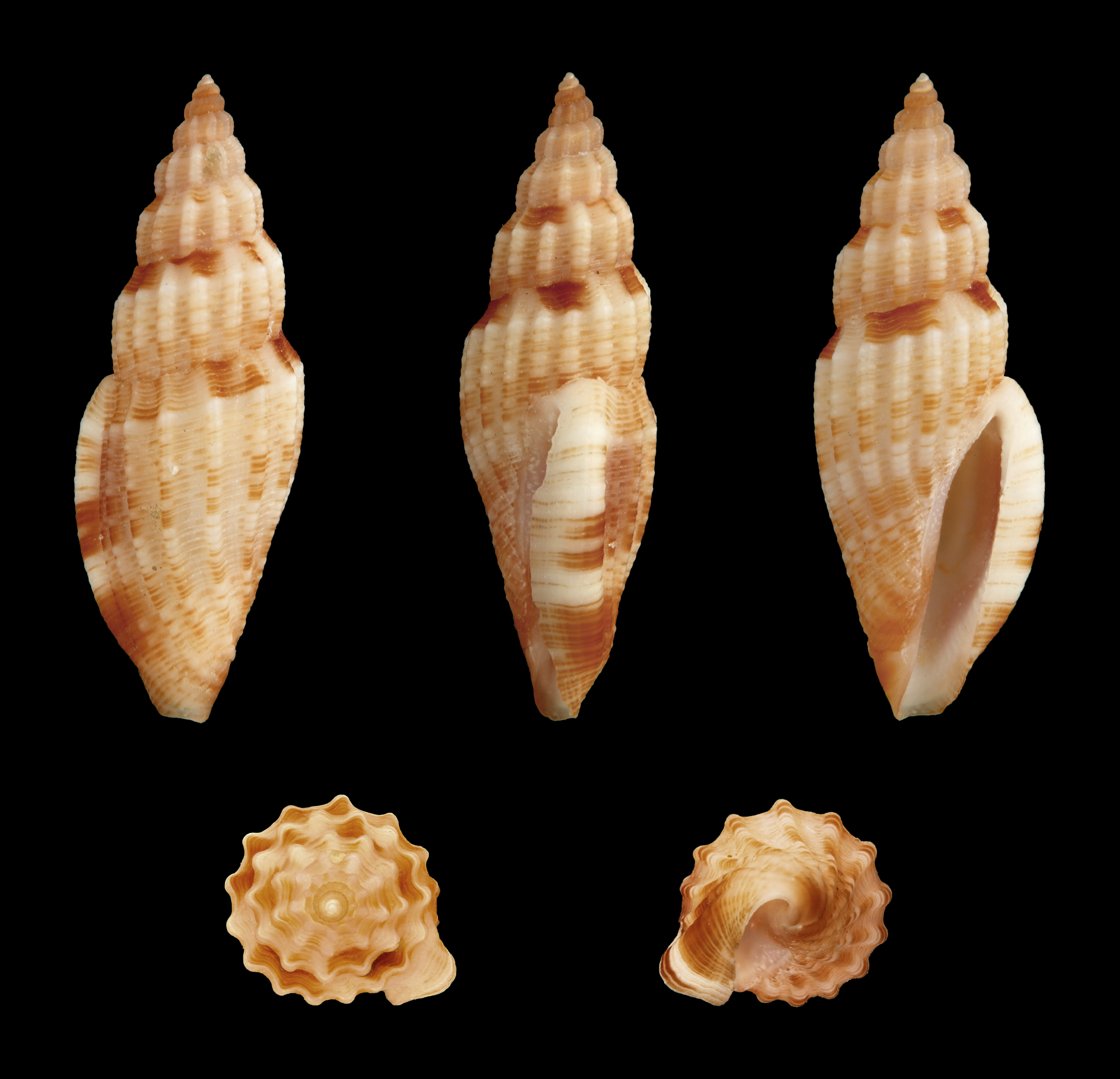
Gingicithara cylindrica

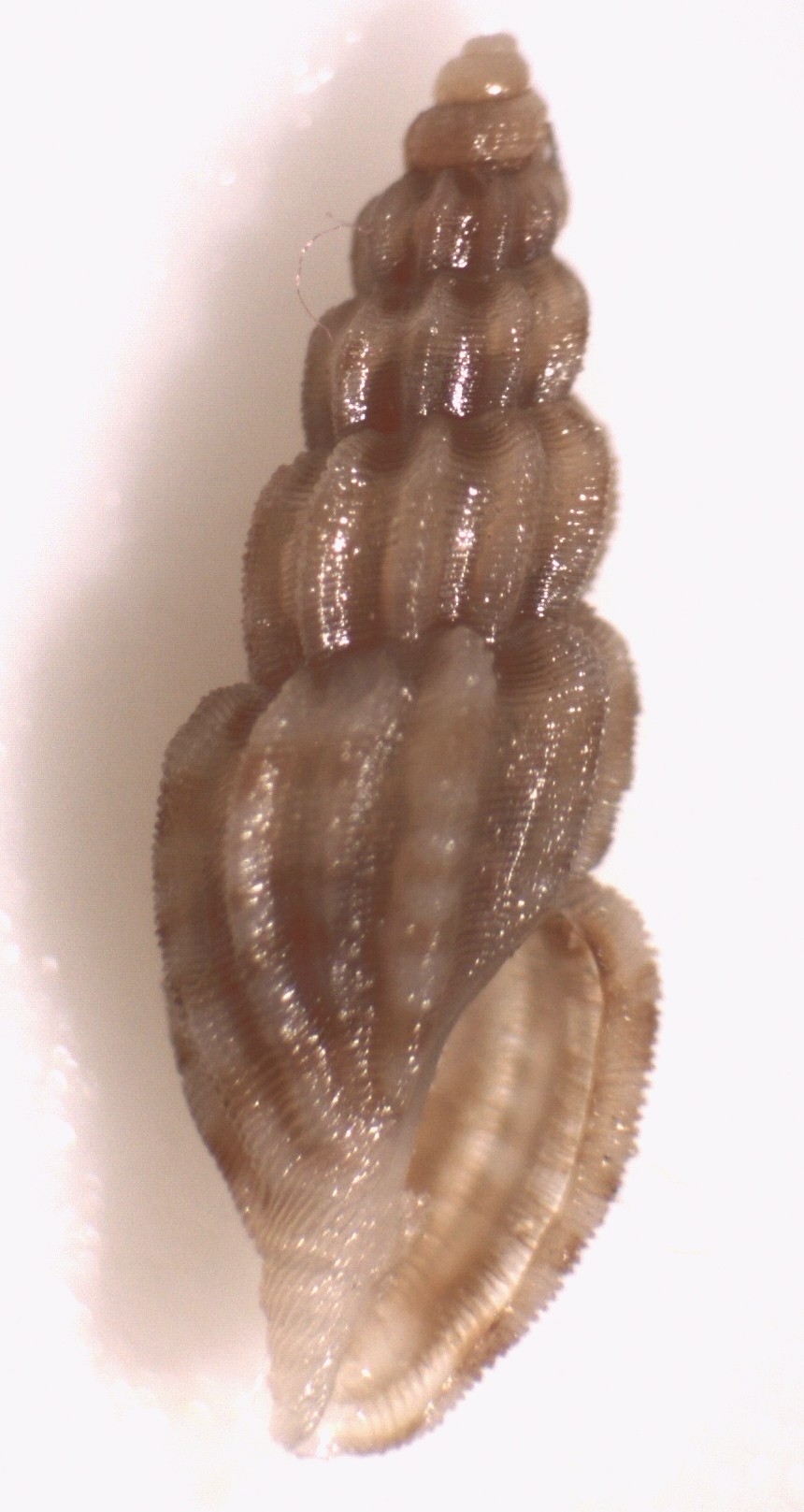
Mangelia multilineolata

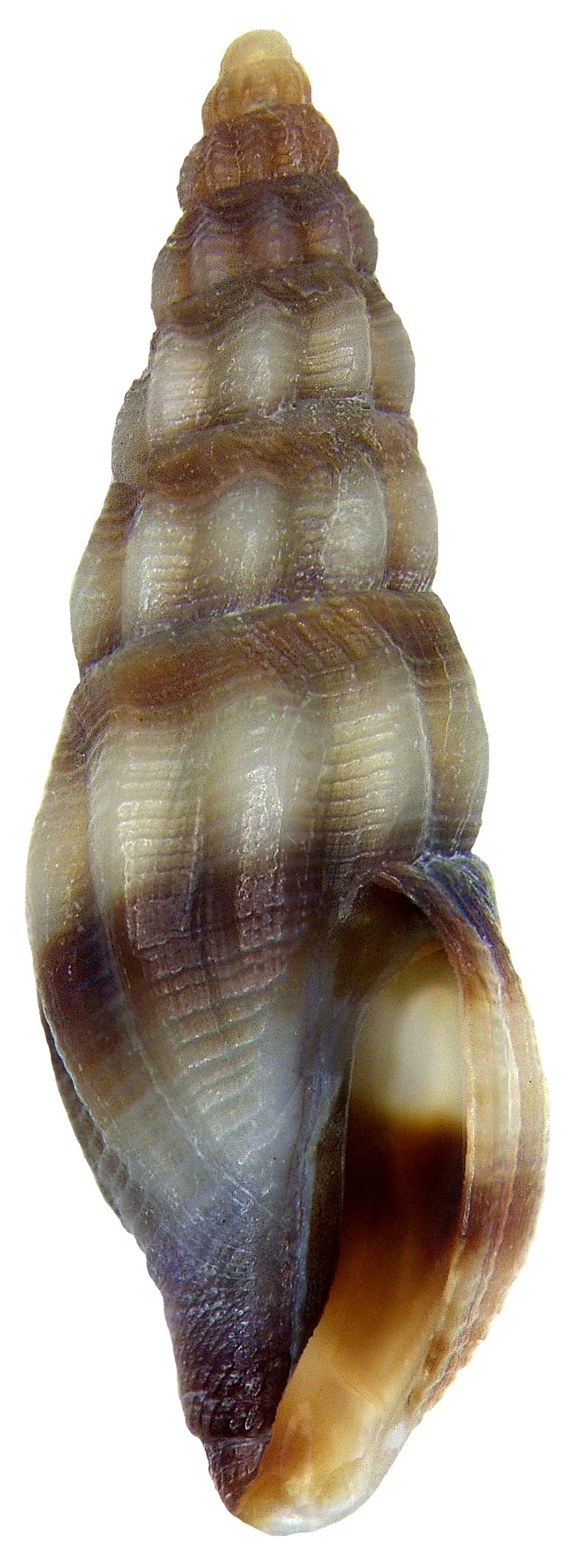
Bela laevigata aus dem Mittelmeer

Die Mangeliidae sind eine monophyletische Familie kleiner Gehäuseschnecken, die ausschließlich marin vorkommen. Sie wurden bis zum Jahr 2011 als Unterfamilie Mangeliinae zur Familie der Kegelschnecken innerhalb der Überfamilie Conoidea (Giftzüngler) gezählt. Nach einer Revision unter molekularbiologischen Gesichtspunkten wurden sie zusammen mit der verwandten Unterfamilie Oenopotinae in eine eigenständige Familie gestellt. Ein häufiger Vertreter in der Nord- und Ostsee (unterhalb von 20 Metern Tiefe) ist das Treppengiebelchen (Propebela turricula), in kälteren Gewässern die Kleine Pfeilschnecke (Curtitoma trevelliana).

## Merkmale
Das Gehäuse ist im Querschnitt oval bis spindelförmig, seine Höhe beträgt je nach Art 3 bis 30 Millimeter, im Regelfall 6 bis 12 Millimeter. Die Spitze ist verhältnismäßig niedrig und kann schulterförmig abgesetzt sein. Sowohl die radiale, als auch die spirale Skulpturierung sind deutlich ausgebildet. Eine spiralig angeordnete feinkörnige Skulpturierung ergänzt das Erscheinungsbild der Gehäuseoberfläche. Die Mitglieder der Familie Mangeliidae ähneln äußerlich den Arten der Familie Clathurellidae, die jedoch breitere, gerundete Windungen und eine starke Skulpturierung aufweisen.
Die Mündung wird nicht durch Falten oder Lamellen eingeengt, selten gibt es Zähnchenbildungen. Der Siphonalkanal ist kurz oder mäßig verlängert. Die Arten der ehemaligen Unterfamilie Oenopotinae besitzen zum Verschließen der Mündung ein Operculum mit einem randständigen Kern (Nucleus), beim Großteil der Arten fehlt es jedoch.
Der Protoconch ist meist multispiral mit bis zu fünf Umgängen und radialen Rippen auf den jüngeren Windungen. Bei Arten mit paucispiralen Protoconchen sind diese spiralig geriffelt.
Die Radula hat seitliche Zähnchenreihen. Die Radulazähnchen sind je nach Art sehr unterschiedlich ausgeprägt, basal meist verbreitert, mit einem seitlichen Fortsatz oberhalb der Basis. An der Spitze der Zähnchen können Widerhaken vorhanden sein wie beispielsweise bei Benthomangelia trophonoidea oder fehlen wie bei Toxicochlespira pagoda. Der  Giftkanal innerhalb der Zähnchen mündet seitlich.

## Lebenszyklus
Die Mangeliidae sind wie die meisten Vorderkiemerschnecken getrenntgeschlechtlich. Die Eier werden in Eikapseln abgelegt, die keine Nähreier enthalten. Bei Arten der Gattung Oenopota wurde der Entwicklungszyklus genauer untersucht. Dabei läuft die Entwicklung 6–7 Wochen in der Eikapsel ab, wo zunächst das Trochophora-Larvenstadium durchlaufen wird. Weitere 6–7 Wochen lebt die Veliger-Larve frei schwebend im Zooplankton, ehe sie die Metamorphose zur Jungschnecke durchmacht.
Die Mangeliidae sind Bodenbewohner und ernähren sich räuberisch von Wirbellosen, die sie mit ihren Giftzähnchen lähmen.

## Systematik und Taxonomie
Die Unterfamilien Mangeliinae und Oenopotinae gehörten bis zur Revision im Jahr 2011 der Familie der Kegelschnecken (Conidae) an, die sieben Unterfamilien umfasste. Im Jahr 2011 stellten Bouchet et al. die beiden Unterfamilien zusammen in die neue Familie Mangeliidae. Der Name Mangeliinae P. Fischer, 1883 war wesentlich älter als der Name Oenopotinae Bogdanov, 1987, daher wurde die Familie nach der ersten Gruppe benannt. Sie wurde nicht weiter in Unterfamilien geteilt. 
Die Neueinteilung der Kegelschnecken, bei der auch andere Unterfamilien zu Familien erhoben wurden, beruht hauptsächlich auf der DNA-Sequenzierung von drei Gen-Fragmenten. Sie wird jedoch von morphologischen Ergebnissen unterstützt. Die Gehäusemorphologie und die Struktur der Radula mit ihren charakteristischen Zähnchen, die wie bei allen Schnecken der Überfamilie Conoidea von einem Giftkanal durchzogen sind, bilden eine Grundlage für die Unterscheidung der einzelnen Familien.

### Gattungen
Derzeit werden 64 rezente Gattungen innerhalb dieser Familie unterschieden.
Stand: 17. März 2015
- Acmaturris Woodring, 1928
- Agathotoma Cossmann, 1899
- Anticlinura Thiele, 1934
- Antiguraleus Powell, 1942
- Apispiralia Laseron, 1954
- Apitua Laseron, 1954
- Bactrocythara Woodring, 1928
- Bela Leach, 1847
- Belalora Powell, 1951
- Bellacythara McLean, 1971
- Benthomangelia Thiele, 1925
- Brachycythara Woodring, 1928
- Cacodaphnella Pilsbry & Lowe, 1932
- Canetoma Bartsch, 1941
- Citharomangelia Kilburn, 1992
- Cryoturris Woodring, 1928
- Curtitoma Bartsch, 1941
- Cytharopsis A. Adams, 1865
- Eucithara Fischer, 1883
- Euryentmema Woodring, 1928
- Fusiguraleus Powell, 1942
- Genotina Vera-Peláez, 2004
- Gingicithara Kilburn, 1992
- Glyphoturris Woodring, 1928
- Granotoma Bartsch, 1941
- Granoturris Fargo, 1953
- Guraleus Hedley, 1918
- Hemicythara Kuroda & Oyama, 1971
- Heterocithara Hedley, 1922
- Ithycythara Woodring, 1928
- Kurtzia Bartsch, 1944
- Kurtziella Dall, 1918
- Kurtzina Bartsch, 1944
- Kyllinia Garilli & Galletti, 2007
- Leiocithara Hedley, 1922
- Liracraea Odhner, 1924
- Lorabela Powell, 1951
- Macteola Hedley, 1918
- Mangelia Risso, 1826
- Marita Hedley, 1922
- Mitraguraleus Laseron, 1954
- Neoguraleus Powell, 1939
- Notocytharella Hertlein & Strong, 1955
- Obesotoma Bartsch, 1941
- Oenopota Mörch, 1852
- Oenopotella A. Sysoev, 1988
- Papillocithara Kilburn, 1992
- Paraguraleus Powell, 1944
- Paraspirotropis Sysoev & Kantor, 1984
- Perimangelia McLean, 2000
- Platycythara Woodring, 1928
- Propebela Iredale, 1918
- Pseudorhaphitoma Boettger, 1895
- Pyrgocythara Woodring, 1928
- Rubellatoma Bartsch & Rehder, 1939
- Saccharoturris Woodring, 1928
- Stellatoma Bartsch & Rehder, 1939
- Suturocythara Garcia, 2008
- Tenaturris Woodring, 1928
- Toxicochlespira Sysoev & Kantor, 1990
- Venustoma Bartsch, 1941
- Vexiguraleus Powell, 1942
- Vitjazinella Sysoev, 1988
- Vitricythara Fargo, 1953

### Synonyme
- Fehria van Aartsen, 1988, Ginnania Monterosato, 1884 und Ichnusa Jeffreys, 1847 wurden zur Gattung Bela Leach, 1847 gestellt.
- Cyrtocythara F. Nordsieck, 1977, Cytharella Monterosato, 1875, Lyromangelia Monterosato, 1917, Mangiliella Bucquoy, Dautzenberg & Dollfus, 1883, Rissomangelia Monterosato, 1917, Rugocythara Nordsieck, 1977, Smithiella Monterosato, 1890, Vielliersia Monterosato, 1884 und Villiersiella Monterosato, 1890 wurden mit der nominotypischen Gattung Mangelia Risso, 1826 synonymisiert.
- Cestoma Bartsch, 1941, Funitoma Bartsch, 1941, Turritoma Bartsch, 1941, Turritomella Bartsch, 1941 sind Synonyme von Propebela Iredale, 1918.
- Clinuromella Beets, 1943 und Clinuropsis Thiele, 1929 gehören zu Anticlinura Thiele, 1934.
- Nematoma Bartsch, 1941 und Widalli Bogdanov, 1986 sind Curtitoma Bartsch, 1941.
- Ditoma Bellardi, 1875 ist gleichbedeutend mit Agathotoma Cossmann, 1899.
- Euguraleus Cotton, 1947 ist ein Synonym zu Guraleus Hedley, 1918.
- Lora Auctores non Gray, 1847 und Nodotoma Bartsch, 1941 wurden zu Oenopota Mörch, 1852 gestellt.